# Чаква (права притока Горині)
Ча́ква — річка в Україні, в межах Сарненського та Дубровицького районів Рівненської області. Права притока Горині (басейн Прип'яті).

## Опис
Довжина 36 км. Площа сточища 368 км². Похил річки 0,24 м/км. Долина заболочена, невиразна, завширшки до 4 км, завглибшки до 5 м. Річище завширшки до 5 м, розгалужене, утворює окремі водойми, перетворене на магістральний канал-водоприймач осушувальної системи.

## Розташування
Чаква бере початок на південний захід від смт Клесова. Тече по території Клесівської рівнини переважно на північ та північний захід. Впадає до Горині на північний захід від села Миляч.
Річка протікає через заказник «Сомине», який є частиною Рівненського природного заповідника.